# (21662) Benigni
(21662) Benigni (1999 RC) – planetoida z grupy pasa głównego asteroid okrążająca Słońce w ciągu 4,07 lat w średniej odległości 2,55 j.a. Odkryta 1 września 1999 roku.